# Nakhonszithammarat tartomány
Nakhonszithammarat (thai: นครศรีธรรมราช, IPA: ná(ʔ).kʰɔ̄ːn sǐː tʰām.mā.râːt; röviden Nakhon) egyike Thaiföld déli tartományainak (csangvat), a Thai-öböl nyugati partján, a Maláj-félsziget keleti oldalán.
Területe 9943 négyzetkilométer, népessége mintegy másfélmillió (2014).
A környező tartományok (dél felől, az órajárás szerint): Szongkhla, Phatthalung, Trang, Krabi és Szuratthani.
Neve pali–szanszkrit eredetű. Nagara Sri Dhammaraja jelentése "a szent dharma király városa", ebből lett thai kiejtésben Nakhon-szi-thammarat.

## Földrajza
A tartomány területe többnyire dombos-hegyes erdő. Itt van Thaiföld legmagasabb csúcsa, az 1835 méteres Khauluang, amely a Khauluang Nemzeti Park része.

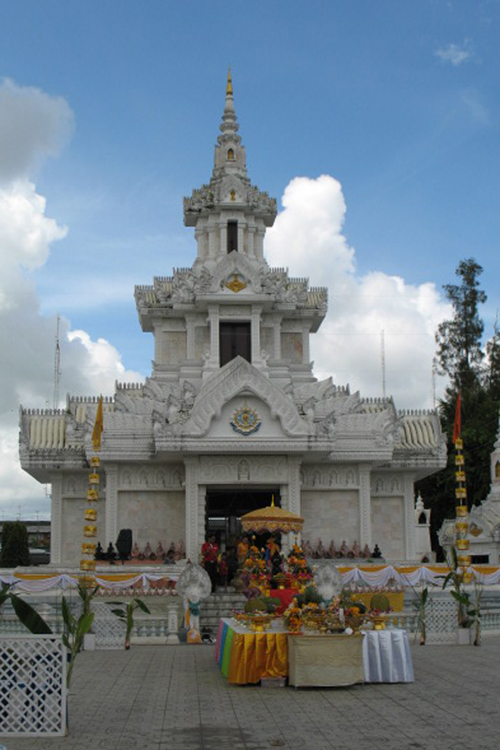
Oszlopszentély Nakhonszithammarat városban

## Külső hivatkozások
- A tartomány honlapja (Thai)
- Tartományi térkép, címer, postai bélyeg
- Minden Nakhonszithammaratról Archiválva 2018. augusztus 9-i dátummal a Wayback Machine-ben
- Tambralinga

## Fordítás
- Ez a szócikk részben vagy egészben  a   Nakhon Si Thammarat Province című angol Wikipédia-szócikk ezen változatának fordításán alapul.  Az eredeti cikk szerkesztőit annak laptörténete sorolja fel. Ez a jelzés csupán a megfogalmazás eredetét és a szerzői jogokat jelzi, nem szolgál a cikkben szereplő információk forrásmegjelöléseként.